# Simon Boccanegra
Simon Boccanegra ist eine Oper in einem Prolog und drei Akten von Giuseppe Verdi. Die Uraufführung der ersten Fassung fand am 12. März 1857 im Teatro La Fenice in Venedig statt. Eine überarbeitete Fassung wurde erstmals am 24. März 1881 im Teatro alla Scala in Mailand gespielt.

## Handlung

### Prolog
Ein Platz in Genua
Paolo und Pietro wollen den Korsaren Simon Boccanegra zum Dogen Genuas wählen lassen. Dieser Korsar ist beim Volk beliebt, auch deshalb, weil er die Stadt von Piraten befreit hat. Simon liebt Maria, die Tochter des Patriziers Jacopo Fiesco, und hat mit ihr ein Kind. Fiesco verweigert jedoch die Hochzeit Marias mit dem Plebejer Simon und schließt sie in seinem Haus ein, wo sie drei Monate später stirbt. Vor dem Palast des Fiesco bietet der Hausherr Boccanegra Versöhnung an, fordert dafür aber sein Enkelkind und verschweigt den Tod seiner Tochter. Das Kind Marias und Simons ist jedoch spurlos verschwunden. Fiesco glaubt das nicht und verflucht Boccanegra. Daraufhin dringt Boccanegra in Fiescos Haus ein und findet seine tote Geliebte. Als er erschüttert aus dem Haus tritt, bejubelt ihn das Volk als neuen Dogen.

### Erster Akt
Erstes Bild: Palast der Grimaldi außerhalb Genuas
(Zweitfassung: Gärten der Grimaldi außerhalb Genuas)
25 Jahre später. Amelia Grimaldi soll vom Dogen mit dessen Kanzler Paolo verheiratet werden, liebt aber den Patrizier Gabriele Adorno. Fiesco, als Pater Andrea verkleidet, verspricht, sie sofort zu verheiraten. Boccanegra erscheint, um bei Amelia für Paolo zu werben, erkennt aber an einem Amulett, dass sie seine Tochter ist, und verweigert daraufhin Paolo ihre Hand. Dieser beschließt wütend, Amelia zu entführen.
Zweites Bild: Großer Platz in Genua
(Zweitfassung: Ratssaal im Palast der Abati)
Im Genueser Senat drängt Boccanegra darauf, einen Krieg mit Venedig zu vermeiden, um Italien zu einen. Aufgeregte Menschen schleppen Adorno vor den Senat. Er hatte Lorenzo, den Entführer Amelias, getötet und erfahren, dass dieser im Auftrag eines Höheren gehandelt habe. Adorno vermutet dahinter den Dogen und will ihn umbringen, doch Amelia hält ihn zurück. Boccanegra hat einen Verdacht und fordert Paolo auf, den Auftraggeber zu verfluchen. Da muss Paolo sich selbst verfluchen.

### Zweiter Akt
Herzoglicher Palast in Genua, prächtiger Salon
(Zweitfassung: Zimmer des Dogen im herzoglichen Palast in Genua)
Paolo will den Dogen töten, schüttet Gift in Boccanegras Krug und überredet Adorno zum Attentat, indem er ihm weismacht, der Doge sei der Geliebte Amelias. Fiesco, der sich als Pater im Palast aufhält, lässt sich auf die Intrige nicht ein. Inzwischen gesteht Amelia ihrem Vater ihre Liebe zu Adorno. Als Boccanegra aus dem Krug trinkt und einschläft, will Adorno ihn erstechen, wird aber wieder von Amelia daran gehindert. Der Doge wacht auf und erklärt Adorno, Amelia sei seine Tochter. Adorno bereut und stellt sich auf Boccanegras Seite gegen einen beginnenden Aufstand der Patrizier.

### Dritter Akt
[Herzoglicher Palast in Genua, prächtiger Salon]
(Zweitfassung: Das Innere des herzoglichen Palasts)
Der Aufstand ist niedergeschlagen worden, Paolo als Anführer zum Tode verurteilt. Boccanegra ist von dem Gift geschwächt und begegnet dem Pater, in dem er nun Fiesco erkennt. Er eröffnet ihm, Amelia sei seine Enkelin. Sterbend segnet er Amelia und Adorno und ernennt diesen zu seinem Nachfolger.

## Gestaltung

### Instrumentation
Die Orchesterbesetzung der Oper umfasst die folgenden Instrumente:
- Holzbläser: Piccoloflöte, Flöte, zwei Oboen, zwei Klarinetten, zwei Fagotte
- Blechbläser: vier Hörner, zwei Trompeten, drei Posaunen, Tuba
- Pauken, Schlagzeug: Große Trommel, Kleine Trommel, Tamtam
- Harfe
- Streicher
- Bühnenmusik hinter der Szene: Harfe
- Bühnenmusik auf der Szene: vier Trompeten, vier Posaunen, zwei Tamburine, Glocken

### Musiknummern (Fassung von 1881)
Prolog
- Nr. 1. Preludio, Introduktion und Arie des Fiesco
  - Szene: Che dicesti?… all’onor di primo abate (Paolo, Pietro, Simone)
  - Chor und Szene di Paolo: All’ alba tutti qui verrete? (Pietro, Paolo, Chor)
  - Rezitativ: A te l’estremo addio, palagio altero (Fiesco)
  - Arie des Fiesco: Il lacerato spirito (Fiesco, Stimmen im Inneren des Palastes)
- Nr. 2. Szene und Duett Simone und Fiesco
  - Szene: Suona ogni labbro il mio nome (Simone)
  - Duett: Simon? – Tu! (Simone, Fiesco)
- Nr. 3. Szene und Chor
  - Szene: Oh, de’ Fieschi implacata, orrida razza! (Simone, Fiesco, Voci)
  - Chor: Doge il popol t’acclama! (Paolo, Pietro, Simone, Fiesco, Chor)

Erster Akt
- Nr. 4. Preludio und Szene – Amelia
  - Arie: Come in quest’ora bruna (Amelia)
- Nr. 5. Szene und Duett – Amelia und Gabriele
  - Szene: Cielo di stelle orbato (Gabriele, Amelia)
  - Duett: Vieni a mirar la cerula (Amelia, Gabriele)
  - Tempo di mezzo: Ah! – Che fia? – Vedi quell’uom? (Amelia, Gabriele, Ancella, Pietro)
  - Cabaletta: Sì, sì dell’ara il giubilo (Amalia, Gabriele)
- Nr. 6. Szene und Duett – Gabriele und Fiesco
  - Szene: Propizio ei giunge! (Gabriele, Fiesco)
  - Duett: Vieni a me, ti benedico (Fiesco, Gabriele)
- Nr. 7. Szene und Duett – Amelia und Simone
  - Szene: Paolo. – Signor. (Simone, Paolo, Amelia)
  - Duett: Dinne, perché in quest’eremo (Simone, Amelia)
  - Tempo di mezzo: Dinne… alcun là non vedesti? (Simone, Amelia)
  - Cabaletta: Figlia!… a tal nome io palpito (Simone, Amelia)
- Nr. 8. Szene und Duettino – Paolo und Pietro
  - Szene: Che rispose? – Rinuncia a ogni speranza (Paolo, Simone)
  - Duettino: Che disse? – A me negolla (Pietro, Paolo)
- Nr. 9. Finale I
  - Szene: Messeri, il re di TartArie vi porge (Simone, Paolo, Chor)
  - Szene: Qual clamor! (Pietro, Paolo, Simone, Gabriele, Amelia, Chor)
  - Racconto: Nell’ora soave che all’estasi invita (Amelia, Chor)
  - Szene: Plebe! Patrizi! Popolo (Simone, Amelia, Pietro, Paolo, Gabriele, Fiesco, Chor)
  - Recitativ: Ecco la spada (Gabriele, Simone, Paolo)
  - Szene: V’è in queste mura un vil che m’ode (Simone, Paolo, Amelia, Fiesco, Gabriele, Pietro, Chor)

Zweiter Akt
- Nr. 10. Szene und Duett – Paolo und Fiesco
  - Szene: Quei due vedesti? (Paolo, Pietro)
  - Recitativ: Me stesso ho maledetto! (Paolo)
  - Duett: Prigioniero in qual loco m’adduci? (Fiesco, Paolo)
- Nr. 11. Szene und Arie – Gabriele
  - Szene: Udisti? – Vil disegno! (Paolo, Gabriele)
  - Arie: Sento avvampar nell’anima (Gabriele)
  - Tempo di mezzo: Che parlo!… Ohimè!… deliro (Gabriele)
  - Cabaletta: Pietoso cielo, rendila (Gabriele)
- Nr. 12. Szene und Duett – Amelia und Gabriele
  - Szene: Tu qui?… – Amelia! (Amelia, Gabriele)
  - Duett: Parla, in tuo cor virgineo (Gabriele, Amelia)
  - Tempo di mezzo: Il Doge vien. Scampo non hai (Amelia, Gabriele)
  - Cabaletta: All’ora stessa teco avrò morte… (Amelia, Gabriele)
- Nr. 13. Szene und Terzett
  - Szene: Figlia!… – Sì afflitto, o padre mio? (Simone, Amelia, Gabriele)
  - Terzetto: Perdon, perdono, Amelia (Gabriele, Amelia, Simone)
  - Chor: All’armi, all’armi, o Liguri (Chor, Amelia, Gabriele, Simone)

Dritter Akt
- Nr. 14. Preludio
  - Preludio und Chor: Evviva il Doge! (Chor)
  - Recitativ: Libero sei: ecco la spada (Capitano, Fiesco, Paolo, Chor)
  - Recitativ: Cittadini! per ordine del Doge (Capitano)
- Nr. 15. Szene und Duett di Simone und Fiesco
  - Szene: M’ardon le tempia… (Simone, Fiesco)
  - Duett: Delle faci festanti al barlume (Fiesco, Simone)
- Nr. 16. Szene und Quartett – Finale II
  - Szene: Chi veggo!… – Vien… (Amelia, Simone, Gabriele, Fiesco)
  - Quartett: Gran Dio, li benedici (Simone, Amelia, Gabriele, Fiesco, Chor)

## Werkgeschichte

### Entstehung

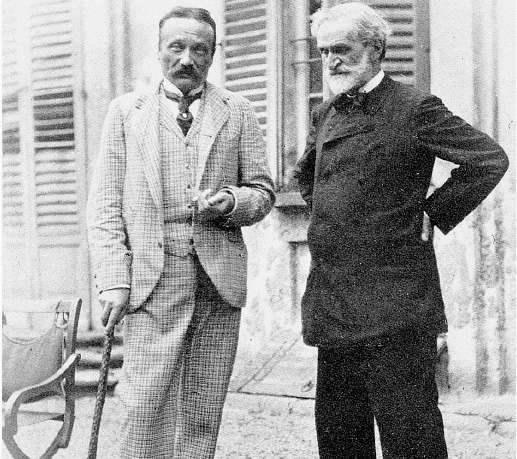
Boito und Verdi zur Zeit der Arbeit an der zweiten Fassung von Simon Boccanegra

Im Jahre 1856 erhielt Verdi den Auftrag, für das Teatro La Fenice in Venedig eine neue Oper zu komponieren. Seine Wahl fiel auf das Theaterstück Simón Bocanegra von Antonio García Gutiérrez (1812–1884) aus dem Jahre 1843. Zunächst entwarf Verdi ein Prosaszenario, auf dessen Basis Francesco Maria Piave das Libretto verfasste. Gegen Ende des Jahres 1856 war die Komposition abgeschlossen. Bei der Uraufführung am 12. März 1857 stieß das Werk auf Ablehnung. In Reggio, wo das Werk zuerst nachgespielt wurde, wurde die Oper zwar freundlicher aufgenommen, während die Aufführung in Mailand im Jahr 1859 abermals ein Misserfolg wurde. Daraufhin verschwand die Oper für mehrere Jahre von den Spielplänen. Nach einer umfassenden Überarbeitung des Werks in Zusammenarbeit mit Arrigo Boito, der einen revidierten Text erstellte, erfolgte eine Wiederaufführung am 24. März 1881 im Teatro alla Scala in Mailand, die großen Beifall fand. Die Oper wird heute meist in dieser überarbeiteten zweiten Fassung aufgeführt.

### Rollen und Besetzungen der Uraufführungen
| Rolle                                                                              | Stimmfach   | Besetzung der Uraufführung 1. Fassung 12. März 1857 | Besetzung der Uraufführung 2. Fassung 24. März 1881 |
| ---------------------------------------------------------------------------------- | ----------- | --------------------------------------------------- | --------------------------------------------------- |
| Simon Boccanegra                                                                   | Bariton     | Leone Giraldoni                                     | Victor Maurel                                       |
| Maria Boccanegra, Amelia Grimaldi                                                  | Sopran      | Luigia Bendazzi                                     | Anna d’Angeri                                       |
| Jacopo Fiesco                                                                      | Bass        | Giuseppe Echeverria                                 | Édouard de Reszke                                   |
| Gabriele Adorno                                                                    | Tenor       | Carlo Negrini                                       | Francesco Tamagno                                   |
| Paolo Albiani                                                                      | Bariton     | Giacomo Vercellini                                  | Federico Salvati                                    |
| Pietro                                                                             | Bass        | Andrea Bellini                                      | Giovanni Bianco                                     |
| Hauptmann                                                                          | Tenor       |                                                     | Angelo Fiorentini                                   |
| Amelias Magd                                                                       | Mezzosopran |                                                     | Fernanda Capelli                                    |
| Chor: Krieger, Seeleute, Volk, Senatoren, Hofstaat des Dogen, Dienerschaft Fiescos |             |                                                     |                                                     |
| Bühnenbild                                                                         |             | Giuseppe Bertoja                                    | Girolamo Magnani                                    |
| Kostüme                                                                            |             | Davide Ascoli                                       | Alfredo Edel                                        |
| Chorleitung                                                                        |             | Luigi Carcano                                       | Giuseppe Cairati                                    |
| Musikalische Leitung                                                               |             | Carlo Ercole Bosoni                                 | Franco Faccio                                       |

## Diskografie (Auswahl)
- 1957: Gabriele Santini; Tito Gobbi, Boris Christoff, Victoria de los Ángeles, Giuseppe Campora; EMI
- 1973: Gianandrea Gavazzeni; Piero Cappuccilli, Ruggero Raimondi, Katia Ricciarelli, Plácido Domingo; RCA
- 1975: John Matheson; Sesto Bruscantini, Josella Ligi, Gwynne Howell, Andrée Turp; Version 1857 (live); Ponto PO-1002, 2002
- 1977: Claudio Abbado; Piero Cappuccilli, Nikolaj Gjaurow, Mirella Freni, José Carreras; Deutsche Grammophon
- 1988: Georg Solti; Leo Nucci, Paata Burchuladze, Kiri Te Kanawa, Giacomo Aragall; Decca
- 1991: Roberto Paternostro; Renato Bruson, Mariana Nicolesco, Roberto Scandiuzzi, Giuseppe Sabbatini, Giovanni de Angelis, Stefano Rinaldi-Miliani, Saburo Nagasawa
- 2013: Massimo Zanetti; Thomas Hampson, Kristīne Opolais, Carlo Colombara, Luca Pisaroni, Igor Bakan, Joseph Calleja, Andrew Owens, Gaia Petrone; Decca